# Andréia (football)
Pour les articles homonymes, voir Andréia.
Andréia, de son nom complet Andréia Suntaque, née le 14 septembre 1977 à Nova Cantu, est une footballeuse internationale brésilienne évoluant au poste de gardienne de but.

## Biographie

### En sélection
Internationale brésilienne, elle participe aux éditions 1999 (troisième), 2003 (quart de finaliste), 2007 (finaliste) et 2011 (quart de finaliste).
Elle participe également aux éditions 2000 (quatrième), 2004 (médaille d'argent) et 2008 (médaille d'argent) des Jeux olympiques.
Avec le Brésil, elle remporte à deux reprises la Copa América en 2003 et en 2014.